# Alice Trolle-Wachtmeister
Alice Victoria Trolle-Wachtmeister (9 de mayo de 1926, Helsingborg, Suecia - Suecia, 26 de junio de 2017) fue una servidora sueca de la Corte Real de Suecia desde la década de 1970 hasta 2015, incluyendo la Jefatura de la Corte Maestra de 1994 a 2015.

## Biografía
Alice Tornérhielm nació el 9 de mayo de 1926 en Helsingborg, hija de Erik Tornérhielm, un escudero de Gedsholm, y la danesa Ellen Valentiner-Branth. Cuando era niña, Trolle-Wachtmeister a menudo pasaba enferma y vivió durante mucho tiempo en un sanatorio con una enfermera en el país de origen de su madre, Dinamarca. Cuando regresó a su casa en Gedsholm, en las afueras de Helsingborg, solo hablaba danés. Durante sus primeros años escolares, vivía en una pensión en Helsingborg. Con diecisiete años en 1943, siguió el ejemplo de su madre y se unió al Servicio de Defensa Voluntaria de las Mujeres de Suecia. Después de graduarse de la escuela en 1945, realizó una educación en el hogar que su padre consideraba como el servicio militar de su hija. Luego siguió un curso de enfermería con pasantía en un hospital de niños, un curso social práctico en Copenhague 1945-1947, un período en una familia inglesa y un tiempo como anfitriona. En 1947 se graduó de la capacitación de enfermeras de cuidado infantil. En 1949, Alice Tornérhielm se casó con el conde Hans Gabriel Trolle-Wachtmeister (nacido el 9 de enero de 1923), miembro de la familia Trolle-Wachtmeister, con quien vivía en el castillo Trolle-Ljungby en Escania. Trolle-Wachtmeister luego participó en la Cruz Roja Sueca y en la Asociación de Costura de la Iglesia.
Fue entrenada en defensa aérea y servicios de bienestar del personal en la Fuerza Aérea Sueca. Trolle-Wachtmeister fue vicejefa y luego jefa del Servicio de Defensa Voluntaria de Mujeres Suecas en el condado de Kristianstad de 1962 a 1968 y de 1968 a 1974, respectivamente. Aprobó un curso de gestión en el Colegio de Defensa Nacional de Suecia en 1974 y fue presidente de la junta del Servicio de Defensa Voluntaria de las Mujeres Suecas y su jefe de 1974 a 1978. Trolle-Wachtmeister fue presidenta de Sveriges unglottor de 1974 a 1978, cuando se convirtió en un statfru, un alto funcionario de la corte. Sirvió como tal hasta 1994, cuando fue ascendida a la oficina de la Jefa de la Corte Maestra, sucediendo a Astrid Rudebeck. Como tal, ella era la mujer no real de más alto rango en Suecia.
Trolle-Wachtmeister fue presidenta del consejo municipal de 1964 a 1976 y miembro de la Junta de Templanza (Nykterhetsnämnden) y de la Junta de Bienestar Social (Socialnämnd) del consejo del condado desde 1970. También fue presidenta del Consejo de la Iglesia, miembro de la Junta de la Iglesia, la Fundación Sophiahemmet (Sophiahemmets stiftelse), la Fundación del Fondo del Jubileo de la Reina Silvia (Stiftelsen Drottning Silvias jubileumsfond) y presidenta de la Fundación del Hogar de Ancianos de la Reina Victoria (Stiftelsen Drottning Victorias vilohem) de 1984.
El 23 de febrero de 2012, junto con el Primer Ministro Fredrik Reinfeldt, el Presidente del Parlamento Per Westerberg y el Mariscal del Reino Svante Lindqvist, La Condesa Trolle-Wachtmeister, se presentó a la recién nacida Princesa Estela, Duquesa de Östergötland. Según la tradición, la Maestra de las Túnicas y los demás funcionarios deben ser testigos de que el segundo en la línea de sucesión al trono es, de hecho, el hijo de la Princesa Heredera, en lugar de un mutante. Luego asistió al anuncio de los nombres de la princesa el 24 de febrero.

## Distinciones

### Nacionales
- : Miembro de 1.ª clase de la Real Orden de Vasa (MVO1kl)[8][9][10]
- : Miembro de la Orden de la Familia Real del Rey Carlos XVI Gustavo[11][12]
- : Destinataria de la Cadena de S. M. Medalla del Rey, Oro en 12.ª talla[13][14]
- : Destinataria de la Medalla del Jubileo Rubí Medalla del Rey Carlos XVI Gustavo[15]
- : Destinataria de la Medalla de la Boda de la Princesa heredera Victoria a Daniel Westling[16]
- : Destinataria de la Medalla de la Insignia del 50.º Cumpleaños del Rey Carlos XVI Gustavo[17]

### Extranjeras
- : Gran Cruz de Caballero de la Orden del Dannebrog[18][19]
- : Orden de la Rosa Blanca de Finlandia
- : Caballero Gran Cruz de Caballero de la Orden de Adolfo de Nassau[20]
- : Gran Cruz de Dama de la Orden de Isabel la Católica[21][22]
- : Caballero Gran Cruz de Caballero de la Orden del Príncipe Enrique
- : Orden del Halcón
- : Orden del Águila Azteca
- : Orden del Congreso Brasileño
- : Orden del Tesoro Sagrado
- : Gran Cruz de Caballero de la Orden del Elefante Blanco[23]